# Atlin Lake
Der Atlin Lake ist der größte natürliche See der kanadischen Provinz British Columbia. An seinem östlichen Ufer liegt die Ortschaft Atlin, die einzige größere Ansiedlung am See.

## Lage
Der Atlin Lake liegt fast vollständig in British Columbia. Lediglich der äußerste Nordzipfel liegt jenseits der Provinzgrenze im Yukon-Territorium. Der 105 km lange See besitzt eine Fläche von 587,92 km², der Seespiegel befindet sich 670 m über dem Meeresspiegel, Die maximale Tiefe beträgt 283 m, die mittlere liegt bei 85,6 m.
In das südliche Ende des Sees fließt das Schmelzwasser des Llewellyn-Gletschers und des Willison-Gletschers, beide sind Teil des Juneau Icefield.
Auf Teresa Island befindet sich der 2062 m hohe Birch Mountain, der höchste Gipfel auf einer Insel in einem Süßwassersee; diese Insel ist ebenso wie der gesamte Süden des Sees und seine Umgebung Teil des Atlin/Áa Tlein Téix’i Provincial Park.
Der Atlin Lake wird in einzelnen Quellen als der Ursprung des Yukon River bezeichnet. Der kurze Atlin River entwässert den Atlin Lake zum nahe gelegenen Tagish Lake.
Am Pegel 09AA006 (⊙) am Abfluss aus dem Atlin Lake beträgt der mittlere Abfluss 97 m³/s.
Der Name leitet sich von dem Tlingit-Ausdruck Aa Tlein für „großes Gewässer“ ab.
Östlich des Sees liegt das Atlin-Vulkanfeld.

## Seefauna
Bei einer Untersuchung im Jahr 2014 wurden im Atlin Lake großgewachsene Exemplare des Amerikanischen Seesaiblings gefangen. Die Seepopulation der Heringsmaräne ist offenbar nicht besonders groß.